# Dagmar Burešová
Dagmar Burešová (Praga, 19 de octubre de 1929 - ibídem, 30 de junio de 2018) fue una abogada y política checa. Se especializó en derecho laboral y su defensa de Libuše Palachová, la madre de Jan Palach, apareció en la miniserie de 2013 Hořící keř (comercializada en inglés como Burning Bush). Como política, Burešová fue ministra de Justicia de la República Checa, cuando está era parte de Checoslovaquia, después de la Revolución de Terciopelo. Fue presidenta del Consejo Nacional Checo de 1990 a 1992.

## Vida personal y muerte
Burešová nació en 1929 en Praga. El padre de Burešová fue abogado durante la Primera República de Checoslovaquia. Estudió derecho en la Universidad Carolina de Praga, y durante ese tiempo, escondió a un compañero de clase que había escapado de una prisión comunista. Puso a su amigo en contacto con Petr Kopta  (cs), quien lo ayudó a huir a Munich, Alemania Occidental. Los hechos son contados por Petr Toman (cs), en su libro Advokáti proti totalitě (Abogados contra el totalitarismo).
En 1950 se casó con Radim Bureš, un médico pediatra, y tuvieron dos hijas. El suegro de Burešová también era abogado. Su hija menor no pudo ir a la escuela debido al controvertido trabajo de Burešová. Burešová murió el 30 de junio de 2018 tras una larga enfermedad.

## Carrera
Como abogada, Burešová trabajó en derecho laboral. Su lema era "La cobardía debería ser un delito". Defendió a más de 100 personas que perdieron sus trabajos o fueron perseguidas después de la invasión de Checoslovaquia por el Pacto de Varsovia en 1968. Más tarde también defendió al escritor Milan Kundera, Ivan Medek, quien luego sirvió bajo el presidente checo Václav Havel, Karel Kyncl (cs) y Libuše Palachová, la madre de Jan Palach. Palachová quería limpiar póstumamente el nombre de su hijo después de las mentiras de Vilém Nový  (cs), miembro del Partido Comunista de Checoslovaquia (KSČ, por sus siglas en checo y eslovaco), sobre la muerte de Palach. Después de defender a Palachová, Burešová fue vigilada por el StB. El caso apareció en la miniserie de tres partes de 2013 Hořící keř.
Después de la Revolución de Terciopelo, Burešová se desempeñó como ministra de Justicia de la República Checa, de 1989 a 1990. Burešová apoyó la reforma judicial. De 1990 a 1992 fue presidenta del Consejo Nacional Checo. Entre 1990 y 1991, Burešová celebró negociaciones sobre un tratado de paz y un acuerdo de división de tierras entre la República Checa y Eslovaquia. Inicialmente se opuso a la idea de un tratado entre los países.
En 1996 Burešová fue candidata del partido Unión Cristiana y Demócrata-Partido Popular Checoslovaco (KDU-ČSL) al Senado de la República Checa. No fue elegida, y fue la segunda de 10 candidatos. Burešová también trabajó como presidente del Fondo Checo-Alemán para el Futuro, que da dinero a los checos que fueron afectados por los nazis, y fue líder de la organización de exploradores Junák.

## Distinciones
En 2002 Burešová recibió la Orden de Tomáš Garrigue Masaryk.